# Hans-Georg Ambrosius
Hans-Georg Ambrosius (* 19. August 1965 in Wiesbaden; † 24. Juli 2007 ebenda, auch „George“ genannt) war ein deutscher bildender Künstler. Sein Werk ist geprägt von seiner langjährigen HIV-Erkrankung.

## Biographie
Nach Realschulabschluss und dem Abitur an der Leibnizschule, Wiesbaden 1985, absolvierte er seinen Zivildienst im evangelischen Stadtjugendpfarramt. Daneben bereitete er sich auf das bevorstehende Kunststudium vor, gestaltete für die freie Theatergruppe Lux Perpetua Plakate sowie Maskenbild-Entwürfe und stand in den Stücken Lux perpetua und Pythia wird nicht sterben von Honke Rambow sowie Madame von Alexander Katt auch selbst auf der Bühne.
Ab 1985 gestaltete er Performances (FORMART) und erste eigene Ausstellungen im Rhein-Main-Gebiet.
1988 begann er sein Studium der freien bildenden Kunst an der Universität Mainz (bis ca. 1992).
2004 übernahm das Schwule Museum in Berlin sein Gesamtwerk als Schenkung zu Lebzeiten. Daraufhin begann er mit umfangreichen Werkserien und wagte sich auf künstlerisch neues Terrain vor. Im Frühjahr 2007 stellte er für das Schwule Museum eine umfangreiche Serie zum Thema „Die Nacht aus Blei“ fertig.

### Erkrankung
Seine HIV-Infektion war ihm seit Ende der 1980er Jahre bekannt. Der Tod des Lebensgefährten trat   1992 ein. Verschiedene Medikamenten-Kombinationen machten jedoch ein langjähriges Überleben trotz voll ausgebrochenen Krankheitsbildes möglich. Nebenwirkungen und schlecht verheilende Operationswunden erforderten andererseits starke Schmerzmedikation.
An offenen Wunden entwickelte sich Krebs und wurde mit Chemotherapie bekämpft. Sogar die Unterbringung in einem Hospiz wurde bereits organisiert, nach einigen Wochen jedoch wieder abgebrochen. Sein Gesundheitszustand stabilisierte sich zwischendrin so weit, dass er ein leichtes Lauftraining begann.
Im Laufe der 20 Jahre seiner Erkrankung baute er körperlich  immer weiter ab, entwickelte im Rahmen seiner körperlichen und mentalen Möglichkeiten jedoch enorme Energien für die künstlerische Arbeit. Im Frühjahr 2007 stimmte er einer schwerwiegenden Operation der Verdauungswege zu, die aber nicht zu einer Verbesserung seiner gesundheitlichen Situation beitrug. Stattdessen kam es zu massiven Blutungen.  Er starb im Josefshospital Wiesbaden. Seine Grabstätte findet sich auf dem  Wiesbadener Südfriedhof.

## Preise und Ausstellungen
Ab 1990 wurde er von der Mainzer Galerie Simulakrum vertreten. Einige Werke wurden von der Stadt Mainz erworben.
- 1992 hatte er eine Einzelausstellung in den Räumen der Aids-Hilfe Wiesbaden.
- 1993 beteiligte er sich an der Ausstellung „INFEKTIÖS - Kunst und Alltag, Leben mit Aids“ des Schwulen Museum Berlin.
- 1997 kam es zu einer großen Einzelausstellung „Ge:s:w:ichtsverlust“ in der Kunst.verladehalle Rüsselsheim, für die er zur Vernissage auch eine Performance gestaltete.
- Eine letzte Ausstellung von Arbeiten „Wasserfarben“ gelang unter großer Kraftanstrengung 2005 in der Waggonfabrik Mainz in Zusammenarbeit mit seinem Studienfreund Mario Hergueta.

Er gewann beim Konrad-Lutz-Preis (Wettbewerb zum Thema AIDS) 2002 einen zweiten, und 2005 den (geteilten) ersten Preis mit einem Werk namens Wir hielten uns an den Händen und weinten, fassungslos wie Kinder.